# Antarktikosz

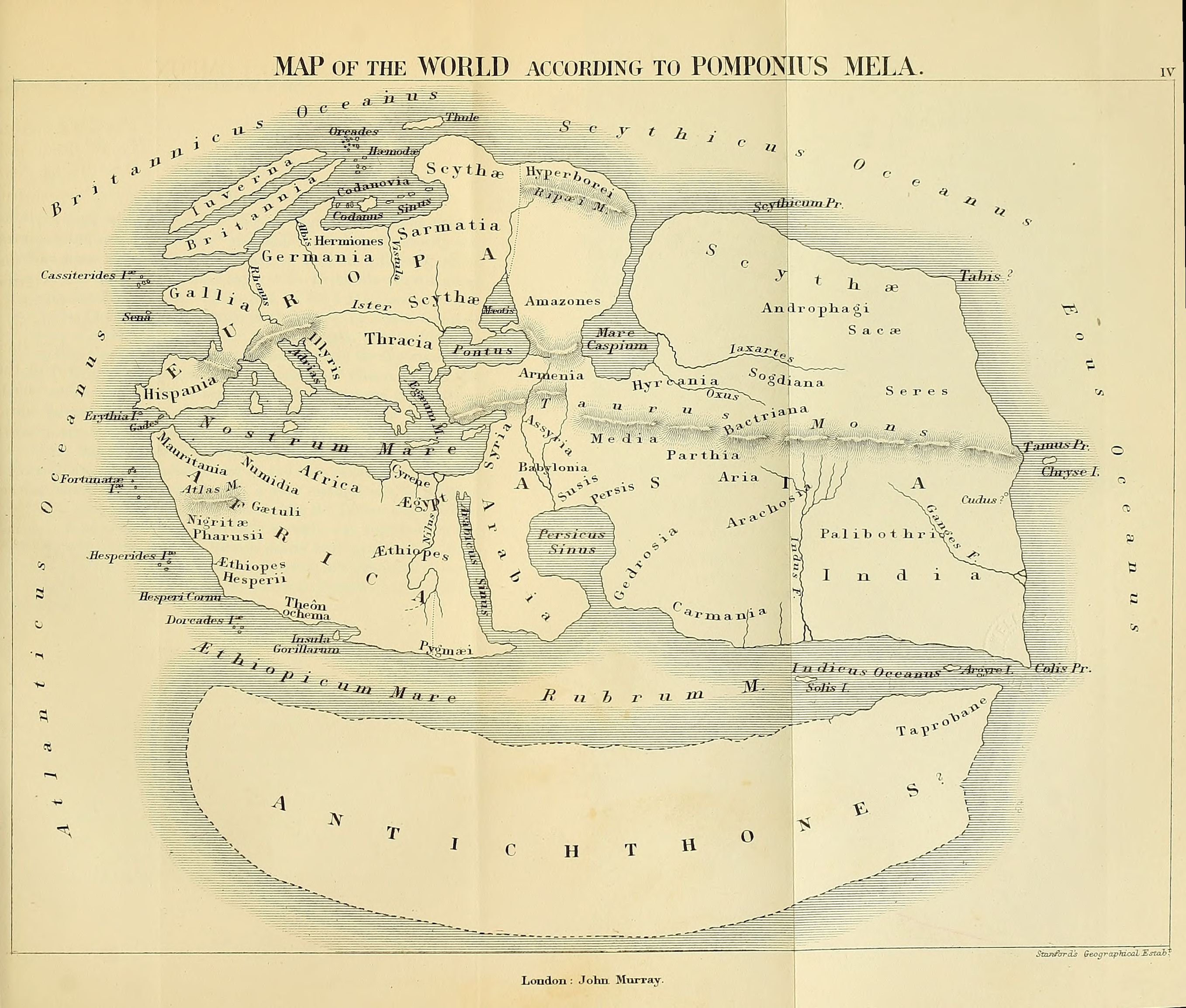
Ismeretlen déli kontinens, Ellenföld Pomponius Mela kb. i. sz. 43-ból szármzó világtérképén Edward Bunbury könyvéből (1879)

Antarktikosz (ἀνταρκτικός, jelentése „az Arktisszal szemben”) Arisztotelész feltételezett déli kontinense. A rövid, anekdotikus interpretáció szerint azért feltételezte, mivel valaminek ellensúlyoznia kell lakott világunkat. Ez a megfogalmazás valamiféle mechanikai egyensúlyt sugall, de Arisztotelész itt minden bizonnyal természetfilozófiai, logikai egyensúlyra gondol. És nem is feltétlenül csupán egy kontinensre. Vagyis ha Európa, Ázsia és Afrika, azaz az ókori szóhasználatban a „lakott föld” a Földnek csupán kis része, akkor lehetséges, sőt valószínű, hogy vannak ezen kívül más szigetek, kontinensek is. Az is jól kivehető, hogy Arisztotelész – voltaképpen megalapozatlanul – ezt a kontinenst vagy ezek egyikét éppen a déli pólusra helyezi, illetve hogy a pólusoknak valami homályos, ismeretlen szerepet tulajdonít a kontinensek elhelyezkedésével kapcsolatosan:
„A lakott földet az elterjedt nézet szigetekre és szárazföldre osztotta, nem tudván arról, hogy az egész egyetlen sziget, amelyet az Atlantinak nevezett tenger vesz körül folyásával. Valószínű, hogy még több túlpart is létezik emettől távol, és egyesek nagyobbak, mások kisebbek nála, ám ennek az egynek a kivételével számunkra nem láthatók. Amilyen ugyanis a nálunk lévő szigetek helyzete itt, ehhez a tengerhez viszonyítva, ugyanúgy viszonylik a lakott föld az Atlanti-tengerhez, és sok más szárazföld a tenger egészéhez, mert hiszen ezek is egyfajta nagy szigetek, melyek partjait körös-körül nagy tengerek mossák.”
Ugyanott az Ég és a Föld pólusairól mondja (3.-4. oldal):
„Ezen mozdulatlan pólusok közül az egyik mindig látható, mivel az északi félgömbön fejünk felett van, és »arktikusnak« nevezik. A másik azonban rejtve marad a Föld alatt, a déli félgömbön, és »antarktikusnak« nevezik.”
Arisztotelésznek ez a gondolata nagyban hozzájárult a földrajzi felfedezésekhez.
Nem ismerhette még ugyan Erathosztenésznek a Föld méretére vonatkozó becslését, és nincs nyoma annak sem, hogy eljutott-e arra a (téves, ám hasznos) következtetésre, hogy ha Antarktikosz vagy a szigetek (kontinensek) némelyikének mérete hasonló vagy még nagyobb is, mint a „lakott föld”, akkor ezek közül a legközelebbiek távolsága valószínűleg nem lehet sokkal nagyobb, mint az akkori hajózható legnagyobb távolság. De mindez egyenesen következik gondolatmenetéből.

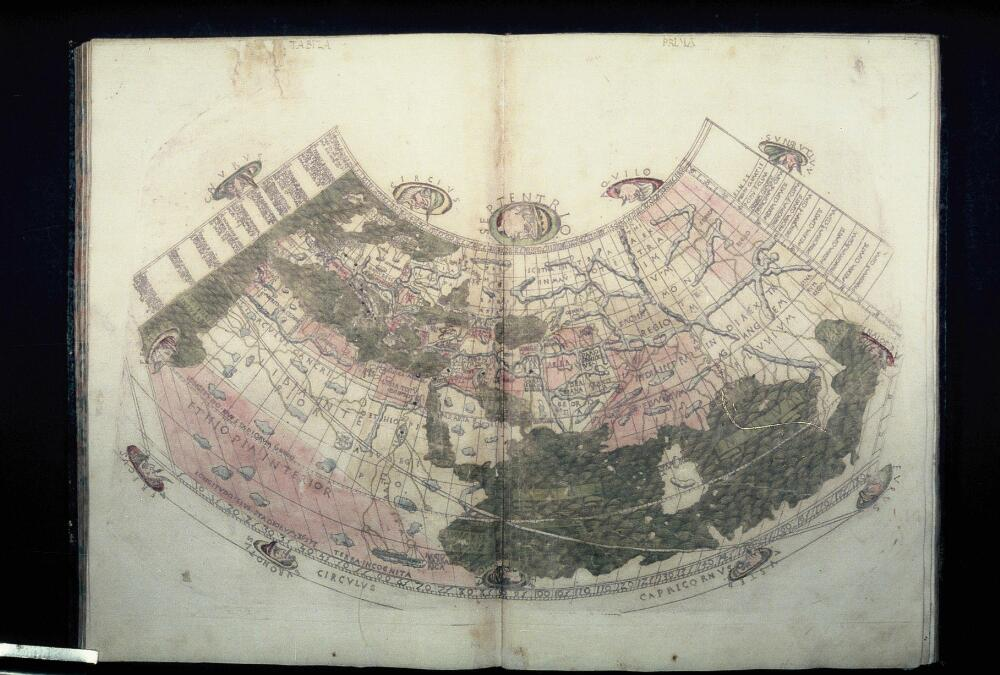
Ismeretlen déli területek Terra Incognitaként jelölve Ptolemaiosz Geográfiájának bolognai kiadásában (1477)

Különösen mivel Arisztotelésszel ellentétben, aki a Föld méretét majdnem kétszeresére túlbecsülte (kerületét 400 000 sztadionra), a középkori gondolkodók a valóságosnál kisebbre. Ezek mellett - illetve mivel Ázsia méreteit viszont jelentősen alábecsülték, inkább mindezek ellenére - Arisztotelész India távolságát nyugatra a Gibraltártól viszonylag kicsinek gondolta és mondta.
Pomponius Mela i. sz. 43-ból származó világtérképén is már így szerepel az Ellenföld (Antichthones, Antoeci illetve Alter Orbis felirattal). A térkép szerint az ismert helyek közül Srí Lanka (Taprobane) ennek a kontinensnek a része. 
Az ismeretlen déli területek több, későbbi, Ptolemaioszra hivatkozó térképen is feltűnnek annak ellenére, hogy maga Ptolemaiosz nem hitt ezekben. Ezeken a térképeken az Ismeretlen Föld - legalábbis annak északi része - Afrika déli része és Kelet-Ázsia között húzódik.